# Astragalus patagonicus
Astragalus patagonicus là một loài thực vật có hoa trong họ Đậu. Loài này được (Phil.) Speg. miêu tả khoa học đầu tiên.